# 飛行群 (第3航空団)
第3航空団飛行群（だい3こうくうだんひこうぐん）は、三沢基地に所在する第3航空団隷下の部隊である。

## 部隊編成
- 群本部
- 第301飛行隊
- 第302飛行隊
- 北部支援飛行班

## 主要幹部
| 官職名              | 階級    | 氏名     | 補職発令日     | 前職                             |
| ------------------- | ------- | -------- | -------------- | -------------------------------- |
| 第3航空団飛行群司令 | 1等空佐 | 野口英臣 | 2017年04月01日 | 航空幕僚監部防衛部装備体系課勤務 |

| 代 | 氏名       | 在職期間                                            | 前職                                            | 後職                                            |
| -- | ---------- | --------------------------------------------------- | ----------------------------------------------- | ----------------------------------------------- |
|    | 西村守雄   | 1964年12月28日 - 0000年00月00日 ※飛行群司令事務取扱 | 第3航空団副司令                                 | 第3航空団副司令                                 |
|    | 尾高一興   | 0000年00月00日 - 1965年07月15日                     |                                                 | 航空自衛隊幹部候補生学校第2教育部長             |
|    | 山本八郎   | 0000年00月00日 - 1968年02月15日                     |                                                 | 中部航空方面隊司令部監察安全班長                |
|    | 高杉景自   | 0000年00月00日 - 1969年07月15日                     |                                                 | 保安管制気象団保安管制群司令                    |
|    | 梶山義孝   | 0000年00月00日 - 1971年07月15日                     |                                                 | 航空総隊司令部飛行隊長                          |
|    | 田中敏明   | 1971年07月16日 - 1973年02月15日                     | 中部航空方面隊司令部勤務                        | 航空総隊司令部防衛部防衛班長                    |
|    | 毛利靖男   | 0000年00月00日 - 1974年07月15日                     |                                                 | 飛行教育集団司令部教育部計画班長                |
|    | 金井喜一   | 0000年00月00日 - 1976年08月01日                     |                                                 | 航空自衛隊幹部学校勤務                          |
|    | 原正夫     | 1976年08月02日 - 1977年08月15日                     | 航空幕僚監部防衛部運用課 運用第2班長            | 偵察航空隊副司令                                |
|    | 村田安之   | 1977年08月16日 - 1978年07月31日                     | 南西航空混成団司令部監察官                      | 第2航空教育隊副司令                             |
|    | 尾坪祐三   | 1978年08月01日 - 1980年06月01日                     | 航空実験団司令部計画部長                        | 航空幕僚監部技術部技術第2課勤務                 |
|    | 渡邊榮顕   | 1980年06月02日 - 1981年07月31日                     | 航空幕僚監部人事教育部教育課 飛行教育班長       | 航空自衛隊幹部学校学校教官                      |
|    | 出口哲夫   | 1981年08月01日 - 1983年03月15日                     | 航空幕僚監部防衛部調査第2課 収集第2班長         | 防衛大学校訓練部学生課長                        |
|    | 願法充     | 1983年03月16日 - 1984年03月15日                     | 南西航空混成団司令部防衛部防衛班長              | 航空総隊司令部防衛部運用班長                    |
|    | 難波皎     | 1984年03月16日 - 1986年03月16日                     | 航空自衛隊幹部学校学校教官                      | 航空総隊司令部勤務                              |
|    | 佐藤守     | 1986年03月17日 - 1987年11月03日                     | 航空幕僚監部監理部総務課広報室長                | 航空自衛隊幹部学校勤務                          |
|    | 橋口健治   | 1987年11月04日 - 1989年03月15日                     | 第3航空団勤務                                   | 航空自衛隊幹部学校勤務                          |
|    | 大串康夫   | 1989年03月16日 - 1991年06月30日                     | 航空自衛隊幹部学校勤務                          | 第8航空団司令 兼 築城基地司令 （空将補昇任）    |
|    | 称寢隆弘   | 1991年07月01日 - 1992年08月02日                     | 航空幕僚監部防衛部運用課 運用第1班長            | 北部航空方面隊司令部監察官                      |
|    | 福山一行   | 1992年08月03日 - 1994年07月31日                     | 航空幕僚監部調査部調査第2課 情報第3班長         | 航空幕僚監部防衛部運用課 特別航空輸送隊運用室長 |
|    | 新野修     | 1994年08月01日 - 1996年03月24日                     | 航空幕僚監部人事教育部教育課 飛行教育班長       | 航空幕僚監部人事教育部補任課長                  |
|    | 原田千敏   | 1996年03月25日 - 1997年07月31日                     | 航空幕僚監部人事教育部教育課 計画班長           | 西部航空方面隊司令部防衛部長                    |
|    | 渡部正人   | 1997年08月01日 - 1998年11月30日                     | 航空総隊司令部防衛部演習計画課長                | 航空自衛隊幹部学校勤務                          |
|    | 田中光信   | 1998年12月01日 - 2000年11月30日                     | 航空総隊司令部防衛部防衛課研究室長              | 南西航空混成団司令部監察官                      |
|    | 阿部英彦   | 2000年12月01日 - 0000年00月00日                     | 航空幕僚監部防衛部運用課 運用第1班長            |                                                 |
|    | 若林秀男   | 2002年08月01日 - 0000年00月00日                     | 航空幕僚監部防衛部防衛課防衛調整官              |                                                 |
|    | 上田知元   | 2003年12月01日 - 2006年03月26日                     | 航空幕僚監部防衛部運用課訓練調整官              | 航空総隊司令部防衛部運用課長                    |
|    | 有馬龍也   | 2006年03月27日 - 2008年03月31日                     | 航空幕僚監部人事教育部教育課 飛行教育班長       | 航空総隊司令部防衛部運用課長                    |
|    | 加藤木一浩 | 2008年04月01日 - 2009年08月02日                     | 航空幕僚監部人事教育部教育課 飛行教育班長       | 防衛大学校訓練部学生課長                        |
|    | 深澤英一郎 | 2009年08月03日 - 2011年04月14日                     | 統合幕僚監部運用部運用第2課 運用調整官          | 航空幕僚監部総務部総務課広報室長                |
|    | 新井田能之 | 2011年04月15日 - 2013年07月31日                     | 統合幕僚監部防衛計画部計画課 計画班長           | 防衛大学校訓練部学生課長                        |
|    | 谷嶋正仁   | 2013年08月01日 - 2014年08月04日                     | 航空幕僚監部運用支援・情報部情報課 武官業務班長 | 航空幕僚監部人事教育部厚生課長                  |
|    | 福本正志   | 2014年08月05日 - 2015年07月31日                     | 南西航空混成団司令部防衛部防衛課長              | 西部航空方面隊司令部監理監察官                  |
|    | 柴谷敏文   | 2015年08月01日 - 2017年03月31日                     | 飛行開発実験団飛行実験群司令                    | 飛行開発実験団副司令                            |
|    | 野口英臣   | 2017年04月01日 - 2018年09月28日                     | 航空幕僚監部防衛部装備体系課勤務                | 飛行開発実験団飛行実験群司令                    |
|    | 髙口拓二   | 2018年09月29日 - 2020年01月12日                     | 防衛大学校訓練部総括首席指導教官                | 飛行教育航空隊司令                              |
|    | 野村信一   | 2020年01月13日                                      | 第3航空団勤務                                   |                                                 |